# Bredsjögöl
Bredsjögöl är en sjö i Motala kommun i Östergötland och ingår i Motala ströms huvudavrinningsområde.